# 내 청춘에게 고함
"내 청춘에게 고함"은 2006년에 개봉한 대한민국의 영화이다.

## 캐스팅
- 김태우 : 김인호 병장 역
- 김혜나 : 정희 역
- 이상우 : 근우 역
- 김남길 : 석우 역
- 양은용 : 분홍옷 여자 역
- 배윤범 : 준석 역
- 백정림 : 지은 역
- 신동미 : 지원 역
- 신철진 : 정희 부 역
- 박혁권 : 경찰 역
- 정인기 : 불륜남 역
- 정희태 : 결혼할 동창 역
- 예수정 : 근우 모 역
- 송문수 : 교회집사 역
- 이창 : 불륜남 역
- 오창경
- 최재섭
- 송정희 : 아나운서 (목소리) 역 (특별출연)
- 전기광 : 불륜남 (목소리) 역 (특별출연)

## 수상
- 2006년 제59회 로카르노 영화제
  - 넷팩상 - 김영남
  - 국제비평가협회상 - 김영남